# Weden
Weden is een bestuurslaag in het regentschap Tuban van de provincie Oost-Java, Indonesië. Weden telt 1930 inwoners (volkstelling 2010).